# Скилак
Скилак Кариандский (др.-греч. Σκύλαξ ὁ Καρυανδεύς; VI век до н. э.) — греческий мореплаватель и географ.
Родился в Карианде в Карии на юго-западе Малой Азии. По поручению Дария І в 519—516 годах до н. э. совершил путешествие по реке Инд и вдоль побережья Персидского залива, выйдя из города Каспатир на реке Кабул в Гандахаре. Его не дошедшими до нас сочинениями пользовались Гекатей и Геродот.

## Перипл Псевдо-Скилака
Приписываемый Скилаку «Перипл обитаемого моря Европы, Азии и Ливии и сколько и какие народы в каждой; затем еще области и заливы и реки; и какова протяженность плаваний; и семь населенных островов, и у какого материка каждый лежит» составлен, по одним предположениям, в 338—335 гг., а по другим — в 356 г. до н. э.
Охватывает Внутреннее (Средиземное) море, Пропонтиду, Понт и Меотиду (Мраморное, Черное и Азовское моря), а также продолжается за пределами Геракловых Столпов (Гибралтара) вдоль побережья Внешнего моря (Атлантического океана).
Сочинение известно под названием «Перипл Псевдо-Скилака», так как считается, что его анонимный автор присвоил себе имя выдающегося путешественника.
Источники Псевдо-Скилака: ионийские географы Гекатей Милетский и, возможно, отчасти сам Скилак, карфагеняне Ганнон и Гимилькон, греческие географы VI—V вв. Антиох Сиракузский и, вероятно, Филей (афинский географ 4 в. до н. э.), Эфор, Феопомп и Евдокс.